# Sân bay Cascavel
Sân bay Cascavel (mã sân bay IATA: CAC, mã sân bay ICAO: SBCA) là một sân bay tọa lạc ở Cascavel, Brasil. Năm 2011, sân bay này đã phục vụ 50.651 lượt khách.
Nó được điều hành bởi CETTRANS, cơ quan giao thông bán độc lập của Cascavel, gián tiếp liên quan đến khu tự quản Cascavel, và dưới sự giám sát của Aeroportos do Paraná (SEIL).